# Барковский, Герман Анатольевич
Герман Анатольевич Барковский (бел. Герман Анатолевіч Баркоўскі; род. 25 июня 2002, Бобруйск, Могилёвская область) — белорусский футболист, нападающий клуба «Пуща».

## Клубная карьера

### «Белшина»
Воспитанник футбольной академии бобруйской «Белшины». В 2019 году футболист присоединился ко второй команде клуба «Белшина-2», вместе с которой отправился выступать во Вторую лигу. В сентябре 2019 года футболист подписал с клубом свой первый профессиональный контракт. В начале 2020 года футболист стал тренироваться с основной командой клуба. Дебютировал за клуб 22 марта 2023 года в матче Высшей лиги против столичного «Минска», выйдя на замену на 88 минуте. В дебютном сезоне футболист провёл за клуб 5 матчей.
В начале 2021 года футболист вместе с клубом готовился выступать в Первой лиге. Первый матч в сезоне сыграл 18 апреля 2021 года против пинской «Волны», выйдя на поле в стартовом составе. Дебютный гол за клуб забил 5 мая 2021 года в матче против «Слонима-2017». Футболист быстро закрепился в основной команде бобруйского клуба, за который отличился 8 забитыми голами и 3 результативными передачами во всех турнирах. Стал серебряным призёром чемпионата и помог «Белшине» вернуться в Высшую лигу.

### «Ислочь»
В феврале 2022 года футболист перешёл в «Рух», сразу же отправившись на правах арендного соглашения в «Ислочь». Дебютировал за клуб 19 марта 2022 года против «Слуцка», где отличился забитым голом. Успел отличиться за клуб 4 забитыми голами и результативной передачей в 8 матчах. В июне 2022 года появилась информация, что футболист переехал жить в США. Официально сам игрок сообщил, что в мае 2022 года переехал в США и попросил там убежище. В сентябре 2022 года вернулся в клуб на правах свободного агента, подписав трёхлетний контракт. За оставшуюся часть сезона футболист успел отличиться ещё одним забитым голом.

### «Энергетик-БГУ»
В январе 2023 года футболист находился на просмотре в «Энергетике-БГУ». В феврале 2023 года футболист официально перешёл в минский клуб. Дебютировал за клуб 19 марта 2023 года в матче против «Слуцка», отличившись также результативной передачей. В матче 23 апреля 2023 года против солигорского «Шахтёра» футболист получил разрыв мениска и затем был прооперирован. В конце июня 2023 года футболист полноценно вернулся в распоряжение клуба. Дебютный гол за клуб забил 16 сентября 2023 года в матче против «Гомеля», реализовав пенальти. На протяжении всего сезона футболист был ключевым игроком клуба, отличившись 6 забитыми голами и результативной передачей. Завершил сезон футболист на итоговом предпоследнем месте в чемпионате, отправившись в стыковые матчи за сохранение прописки. По итогу стыковых матчей футболист вместе с клубом уступил «Витебску» и вылетел в Первую лигу.

### «Динамо-Брест»
В декабре 2023 года появилась информация об интересе к игроку со стороны минского «Динамо» и гродненского «Немана». В январе 2024 года в гонку за футболиста вступил борисовский БАТЭ. В конце января 2024 года футболист стал игроком брестского «Динамо», подписав с клубом двухлетний контракт. Дебютировал за клуб футболист 15 марта 2024 года в матче против «Ислочи», выйдя на замену на 55 минуте. В своём следующем матче 29 марта 2024 года против «Сморгони» футболист отличился дебютным забитым голом. В 2024 году на счету нападающего 32 матча в сине-белой форме, 12 голов и 16 голевых передач. Барковский стал лучшим ассистентом высшей лиги 2024 года. Также по итогам сезона он был признан лучшим нападающим высшей лиги. В голосовании по определению лучшего футболиста страны 2024 года занял четвертое место, набрав сумму 168 баллов. Уступил в опросе только Валерию Громыко (177), Александру Мартыновичу (195) и Федору Лапоухову (743).

### «Пуща»
В конце января 2025 года стал футболистом польской «Пущи» из города Неполомице, заключив контракт на 3,5 года. По данным Transfermarkt, сумма трансфера составила €150 000. Барковский получил 63-й номер. Дебютировал за «Пущу» в чемпионате Польши 2 февраля 2025 года, появившись на поле на 69-й минуте в матче с «Гурником». На 89-й минуте получил желтую карточку. В 17 матчах забил 4 гола и отдал 3 результативные передачи. По итогам сезона «Пуща» вылетела из высшего дивизиона.
В июле 2025 года перешел на правах аренды в «Пяст» из Гливице (срок действия арендного договора до 30 июня 2026 года). «Пяст» предусмотрел опцию выкупа футболиста в одностороннем порядке по окончании сезона. 18 июля, в первом же матче после перехода, забил гол в товарищеском матче с «Подбескидзе», установив на 80-й минуте окончательный счет (1:1).

## Международная карьера
В марте 2023 года футболист получил вызов в молодёжную сборную Беларуси для участия в квалификационных матчах молодёжного чемпионата Европы. Дебютировал за сборную 24 марта 2023 года в матче против сборной Андорры.
11 июня 2024 года впервые сыграл за национальную сборную Беларуси. Матч с командой Израиля завершился поражением 0:4.

## Статистика выступлений

### Клубная статистика
| Выступление      | Выступление      | Выступление      | Лига | Лига | Кубки | Кубки | Конт.кубки | Конт.кубки | Итого | Итого |
| Клуб             | Лига             | Сезон            | Игры | Голы | Игры  | Голы  | Игры       | Голы       | Игры  | Голы  |
| ---------------- | ---------------- | ---------------- | ---- | ---- | ----- | ----- | ---------- | ---------- | ----- | ----- |
| Белшина-2        | Вторая лига      | 2019             | 18   | 7    | 0     | 0     | 0          | 0          | 18    | 7     |
| Белшина-2        | Итого            | Итого            | 18   | 7    | 0     | 0     | 0          | 0          | 18    | 7     |
| Белшина          | Высшая лига      | 2020             | 5    | 0    | 0     | 0     | 0          | 0          | 5     | 0     |
| Белшина          | Высшая лига      | 2021             | 29   | 7    | 2     | 1     | 0          | 0          | 31    | 8     |
| Белшина          | Итого            | Итого            | 34   | 7    | 2     | 1     | 0          | 0          | 36    | 8     |
| Рух (Брест)      | Высшая лига      | 2022             | 0    | 0    | 0     | 0     | 0          | 0          | 0     | 0     |
| Рух (Брест)      | Итого            | Итого            | 0    | 0    | 0     | 0     | 0          | 0          | 0     | 0     |
| → Ислочь         | Высшая лига      | 2022             | 8    | 4    | 0     | 0     | 0          | 0          | 8     | 4     |
| → Ислочь         | Итого            | Итого            | 8    | 4    | 0     | 0     | 0          | 0          | 8     | 4     |
| Всего за карьеру | Всего за карьеру | Всего за карьеру | 60   | 10   | 2     | 1     | 0          | 0          | 62    | 11    |